# Vairengte
Vairengte là một thị trấn thống kê (census town) của quận Kolasib thuộc bang Mizoram, Ấn Độ.

## Nhân khẩu
Theo điều tra dân số năm 2001 của Ấn Độ, Vairengte có dân số 7687 người. Phái nam chiếm 55% tổng số dân và phái nữ chiếm 45%. Vairengte có tỷ lệ 79% biết đọc biết viết, cao hơn tỷ lệ trung bình toàn quốc là 59,5%: tỷ lệ cho phái nam là 81%, và tỷ lệ cho phái nữ là 75%. Tại Vairengte, 17% dân số nhỏ hơn 6 tuổi.